# Espadarana
Az Espadarana a kétéltűek (Amphibia) osztályába és  a békák (Anura) rendjébe és az üvegbékafélék (Centrolenidae) családjába tartozó nem. A nem nevét Marcos Jiménez de la Espada spanyol természettudós tiszteletére kapta.

## Nevének eredete
Nevét Marcos Jiménez de la Espada spanyol zoológus, herpetológus tiszteletére kapta.

## Elterjedésük
A nembe tartozó fajok Közép- és Dél-Amerikában honosak.

## Rendszerezés
A nembe az alábbi fajok tartoznak:
- Espadarana andina (Rivero, 1968)
- Espadarana audax (Lynch & Duellman, 1973)
- Espadarana callistomma (Guayasamin & Trueb, 2007)
- Espadarana durrellorum (Cisneros-Heredia, 2007)
- Espadarana prosoblepon (Boettger, 1892)